# إنجي شلهوب
إنجي شلهوب هي مصممة أزياء لبنانية، وصاحبة لقب «سفيرة الأزياء في الشرق الأوسط». كما أنها الرئيس التنفيذي والمدير لمجموعة إتوال Etoile Group وعلامة إنجي باريس INGIE Paris لتصميم الأزياء؛ التي تتوفر منتجاتها في متاجر إتوال لا بوتيك وساكث فيفث افنيو في الإمارات والسعودية والكويت.
نالت إنجي شلهوب، لقب أفضل سيدة أعمال لهذا العام ضمن النسخة الأولى من جوائز إيل ستايل ELLE Style في الشرق الأوسط والتي جرت فعالياتها في ديسمبر 2013 في جاليري آرت سوا Art Sawa Gallery دبي. وفي العام ذاته اختارتها مجلة أرابيان بيزنس ضمن أقوى مائة امرأة لعام 2013.

## إنجي باريس
تجمع إنجي باريس INGIE Paris وهي العلامة التجارية الخاصة بالمصممة الشهيرة إنجي شلهوب، مابين دقة العمل والأناقة والرقي. فكل مجموعة من مجموعاتها عبارة عن مزيج بين الذوق الفرنسي والقصات المترفة ومراعاة أدق التفاصيل.
وبعد النجاح الفوري لمجموعة إنجي باريس INGIE Paris الأولى للفساتين الرائعة عام 2009 تطورت هذه العلامة التجارية التي تضم اليوم مجموعة كاملة من القطع الثمينة التي تحتاجها أية سيدة أنيقة عاشقة للموضة، من فساتين السهرة إلى فساتين الكوكتيل والملابس اليومية، فقطع التريكو والإكسسوارات.

## أول متجر
تم افتتاح أول متجر رائد بريستيج Prestige في مجمع الأفنيوز في الكويت في أبريل عام 2013، يتم توزيع منتجات إنجي باريس INGIE Paris الآن في سلسلة من المتاجر الفاخرة في دولة الإمارات العربية المتحدة والمملكة العربية السعودية وفرنسا وكازاخستان وجمهورية التشيك وروسيا.

### إنجازات

#### أفضل سيدة أعمال
نالت إنجي شلهوب، لقب أفضل سيدة أعمال لهذا العام ضمن النسخة الأولى من جوائز إيل ستايل ELLE Style في الشرق الأوسط والتي جرت فعالياتها في ديسمبر 2013 في جاليري آرت سوا Art Sawa Gallery دبي.
وقد عبرت إنجي شلهوب، سيدة الأعمال الحائزة على جوائز عديدة، عن سعادتها لنيلها هذه الجائزة وقالت: "يشرفني أن أنال لقب سيدة الأعمال لهذا العام. وأود أن أشكر إيل ELLE ، كما أود أن أشكر عائلتي الرائعة التي كانت مصدراً كبيراً للإلهام والقوة والتي لولاها لما كان هذا ممكناً.
وها هي، تضيف لقباً جديداً إلى قائمة جوائزها الطويلة بما في ذلك 2013 Visionary Entrepreneur وجائزة 2013 Gulf Connoisseur.

#### أقوى 100 امرأة 2012
اختارت «مجلة سي إي أو الشرق الأوسط»، المديرة والرئيسة التنفيذية «لمجموعة إتوال» Etoile Group، ضمن قائمة أقوى 100 امرأة عربية لعام 2011 بفضل دورها الرائد والمتواصل في مجال الأزياء في منطقة الشرق الأوسط. وحلّت إنجي شلهوب في المرتبة التاسعة والأربعين في قائمة السيدات العربيات الأكثر تأثيراً في كل القطاعات والتي تشمل الجوانب السياسية، والريادة التجارية، والعلمية، والأكاديمية، والترفيهية، إلى جانب شخصيتها الإعلامية والابتكارية.ولم يقتصر دخول إنجي شلهوب القائمة على مجرد تأثيرها القوي في الأزياء على مدى 25 عاماً عبر سلسلة محلاتها ذات الطابع الأنثوي الفطري، بل لما لاقته من استقطاب لأكثر من 200 ماركة دولية رفيعة المستوى إلى المنطقة مثل («شانيل» Chanel، و«تودز» Tod's، و«فالنتينو» Valentino، و«رالف لورين» وغيرها.

#### جائزة قادة الأعمال 2013
حصلت إنجي شلهوب على جائزة «قادة الأعمال ورواد المشاريع» الرائدين في المنطقة. وفضلاً عن جائزة «قادة الأعمال من ذوي الرؤى»، اختيرت إنجي أيضاً كعضو في لجنة فريق خبراء «قادة الأعمال من ذوي الرؤى»، حيث تمّت دعوة رجال الأعمال اللبنانيين لعرض أحدث مشاريعهم والكشف عن أسرار نجاحهم.
عبرت إنجي عن سرورها لاستلام الجائزة والأهم من ذلك، أن تكون عضواً ضمن فريق الخبراء الذي يتشارك المبادئ ونهج النجاح. وقالت: «يشرفني أن يتم منحي هذه الجائزة وأن أكون عضواً في لجنة تضم الخبراء الرائدين لاختيار «قادة الأعمال من ذوي الرؤى» لهذا العام. أن أتمكن من مشاركة تجربتي مع خيرة الناس هو أمر مهم جداً بالنسبة لي، كما أنني أسعى إلى تشجيع جميع النساء القويات على تحقيق أحلامهن».

## جوائز
- أفضل سيدة أعمال لهذا العام ضمن النسخة الأولى من جوائز إيل ستايل ELLE Style في الشرق الأوسط والتي جرت فعالياتها في ديسمبر 2013 في جاليري آرت سوا Art Sawa Gallery دبيGulf Connoisseur.[2]
- جاءت إنجي شلهوب ضمن قائمة أقوى 100 امرأة عربية لعام 2011.[6]
- جائزة «قادة الأعمال ورواد المشاريع» الرائدين في المنطقة.[1]
- جائزة «ريتيل سيتي - أفضل تصميم داخلي»، وجائزة «ريتيل سيتي فرنشايز أوبيريتر»
- جائزة «جلف كونوسير» المرموقة عن فئة «أفضل بوتيك أزياء» في المنطقة كما حصل الإعلان التلفزيوني I have an affair with fashion على جائزة MENA Film Crystal Awards.[7]